# Salgueiro-branco
A Salix alba, também conhecido como salgueiro-branco é um salgueiro nativo de zonas temperadas, como o centro e o sul da Europa, o norte da África e o oeste asiático, ainda que, em menor quantidade, também pode ser encontrado na América do Norte. Necessita estar em locais úmidos e não resiste às temperaturas extremas. É uma árvore caducifólia que chega a atingir de 20 a 30 metros de altura. O nome deriva das folhas, que são mais claras que a maioria dos salgueiros, devido a uma cobertura muito fina acetinada, prateada na sua parte inferior. As folhas têm tipicamente de 5 a 10 centímetros de comprimento e de um a um centímetro e meio de largura. Os brotos dessa espécie vão da cor cinzento-castanho ao verde-escuro. As flores dióicas são racemos, produzidos no início da primavera e polinizados por abelhas.
Um número de salgueiros-brancos cultivados e híbridos tem sido selecionado para uso na silvicultura e horticultura:
- O salgueiro-taco-de-críquete (Salix alba 'Caerulea'), ou simplesmente chamado de salgueiro-inglês, é especialmente cultivado na Grã-Bretanha para a extração de sua madeira, não somente para a produção de tacos de críquete, mas também para outros usos onde são necessárias madeiras leves que não rachem facilmente. Sua principal característica é ter um crescimento rápido com um único tronco reto, e também por possuir folhas estreitas e longas (10–11 cm de comprimento, 1,5–2 cm de largura) com uma cor mais azul-esverdeada. Sua origem é desconhecida, mas pode ser um híbrido entre o salgueiro-branco e o Salix fragilis.
- O salgueiro-chorão (Salix × sepulcralis 'Chrysocoma', sin. Salix 'Tristis') é um híbrido entre o salgueiro-branco e o Salix babylonica, sin. Salix matsudana.
- O salgueiro-dourado (Salix alba 'Vitellina') é uma espécie cultivada em jardins e que possui brotos amarelo-dourado por 1-2 anos antes de tornarem-se castanhos. São especialmente decorativos no inverno; um melhor efeito é conseguido ao podar a árvore próximo ao nível do chão a cada dois ou três anos para estimular a produção de brotos novos e mais longos com melhores cores. Outros dois cultivares similares, o 'Britzensis' e o 'Cardinal', têm brotos laranja-avermelhado.

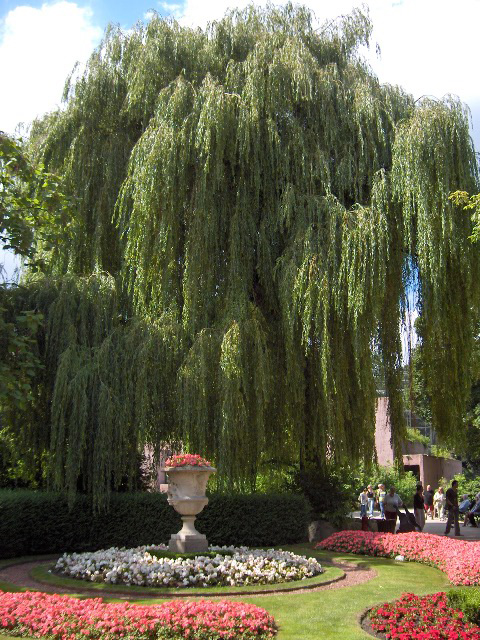
O salgueiro-chorão é um híbrido entre o salgueiro-branco e o Salix babylonica

Os salgueiros-brancos são de crescimento rápido, mas de vida curta, sendo suscetíveis a várias doenças, incluindo a doença da marca d'água causada pela bactéria Erwinia salicis (devido a sua característica mancha do tipo 'marca d'água' na madeira) e a antracnose do salgueiro, causada pelo fungo Marssonina salicicola. Essas doenças podem ser um grave problema para o crescimento das árvores destinadas à extração da madeira ou com finalidade ornamental.

## Usos medicinais
Hipócrates escreveu no século V a.C.  sobre um pó amargo extraído da casca do salgueiro que poderia aliviar dores e reduzir febres. Este remédio é também mencionado em textos do Antigo Egito, Suméria e Assíria. Os índios nativos americanos usavam-na para combater a dor-de-cabeça, febre, dores musculares, reumatismo e calafrios. O reverendo Edward Stone, um vigário de Chipping Norton em Oxfordshire, Inglaterra, relatou em 1763 que a casca do salgueiro reduzia a febre.
O extrato ativo da casca, chamado salicina, devido ao nome em latim para o salgueiro-branco (Salix alba), foi isolado em sua forma cristalina em 1828 por Henri Leroux, um  farmacêutico francês, e Raffaele Piria, um químico italiano, que, em seguida, conseguiu isolar o ácido em seu estado puro. A salicina, como a aspirina, é um derivado químico do ácido salicílico.

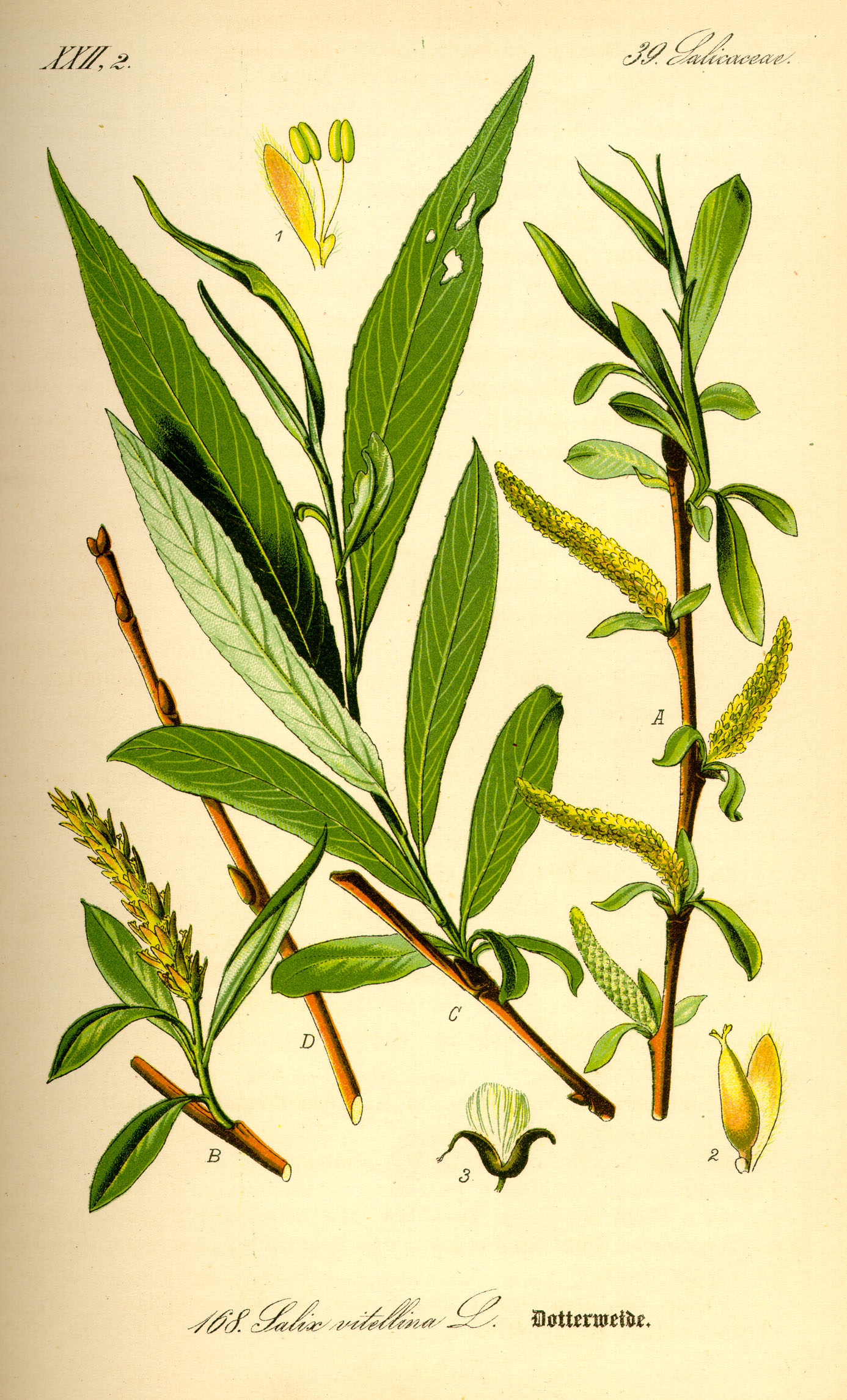
Ilustração do salgueiro branco
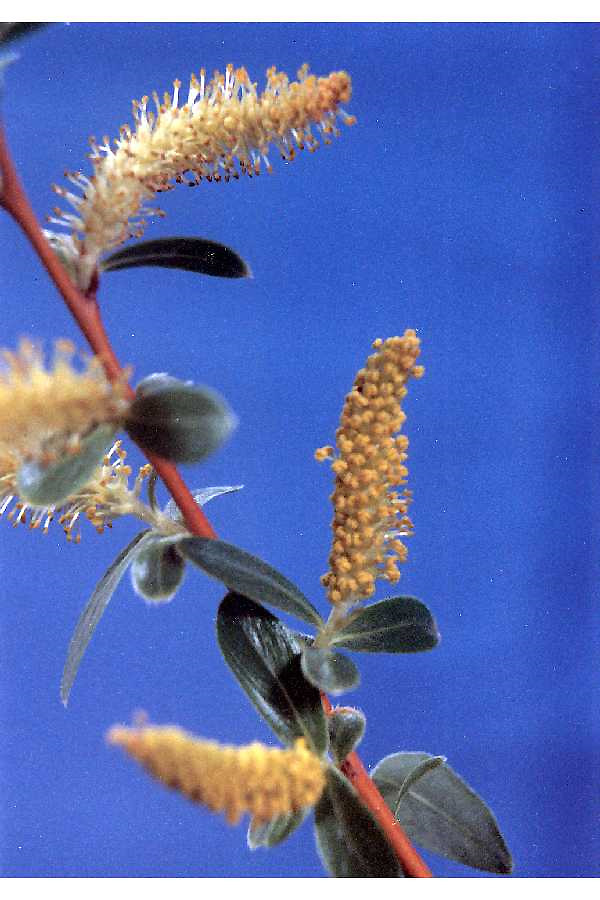
Racemos
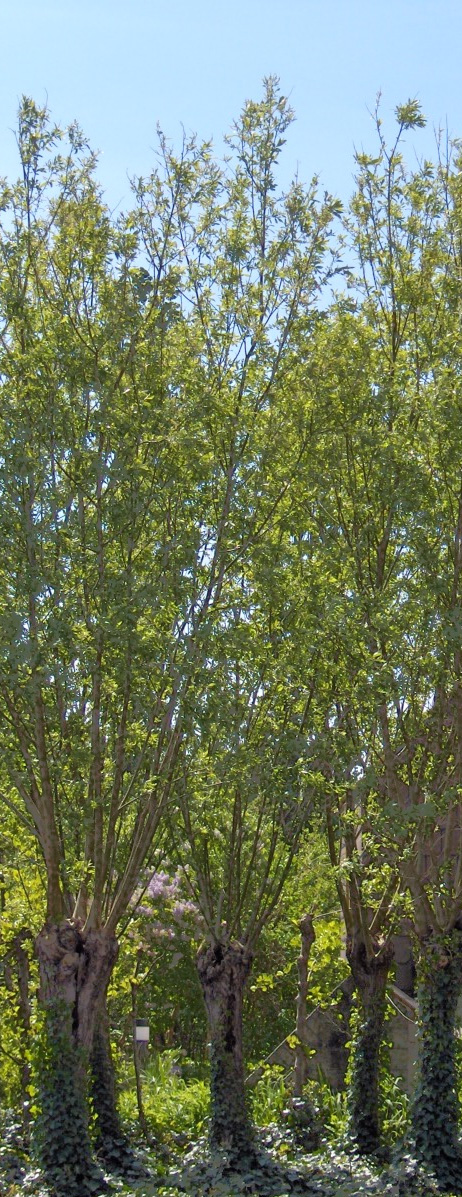
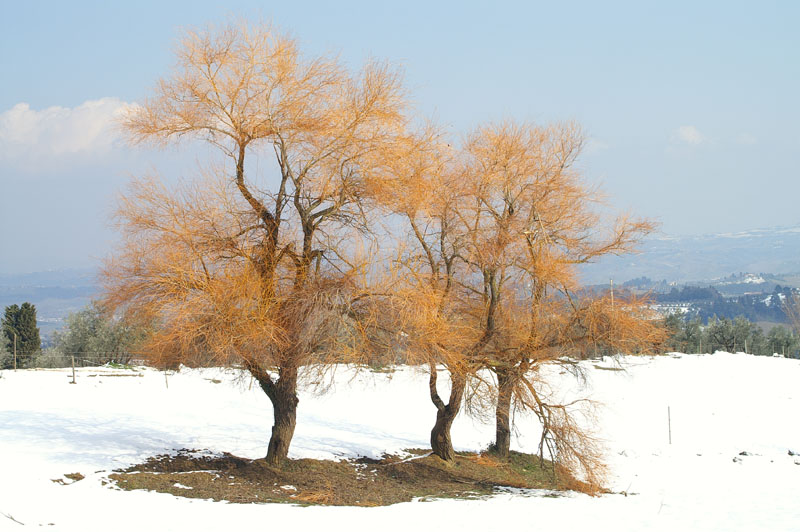
Salgueiros brancos no inverno